# George Elias Tuckett
Pour les articles homonymes, voir George Tuckett et Tuckett.
George Elias Tuckett (4 décembre 1835 - 19 février 1900) est un homme politique canadien de l'Ontario. Il est le 27e maire d'Hamilton en 1896.
Tuckett se construit une fortune pendant la Guerre de Sécession en s'accaparant une partie du marché du tabac. Il fonde la Tuckett Tobacco Company en 1857. Cette dernière est rachetée par Imperial Tobacco en 1930.
Siégeant comme échevin au conseil municipal de Hamilton en 1863, 1864 et en 1884, les Conservateurs fédéraux envisagent de soutenir sa candidature en prévision des élections fédérales de 1896. Tentant de contrecarrer cette candidature, les Libéraux encouragent sa candidature pour le poste de maire.
Mort en février 1900, il est inhumé dans la crypte familiale du Cimetière d'Hamilton (en).
En 2005, une bourse nommée The George Elias Tuckett Bursaries est mise en place pour rappeler sa mémoire.

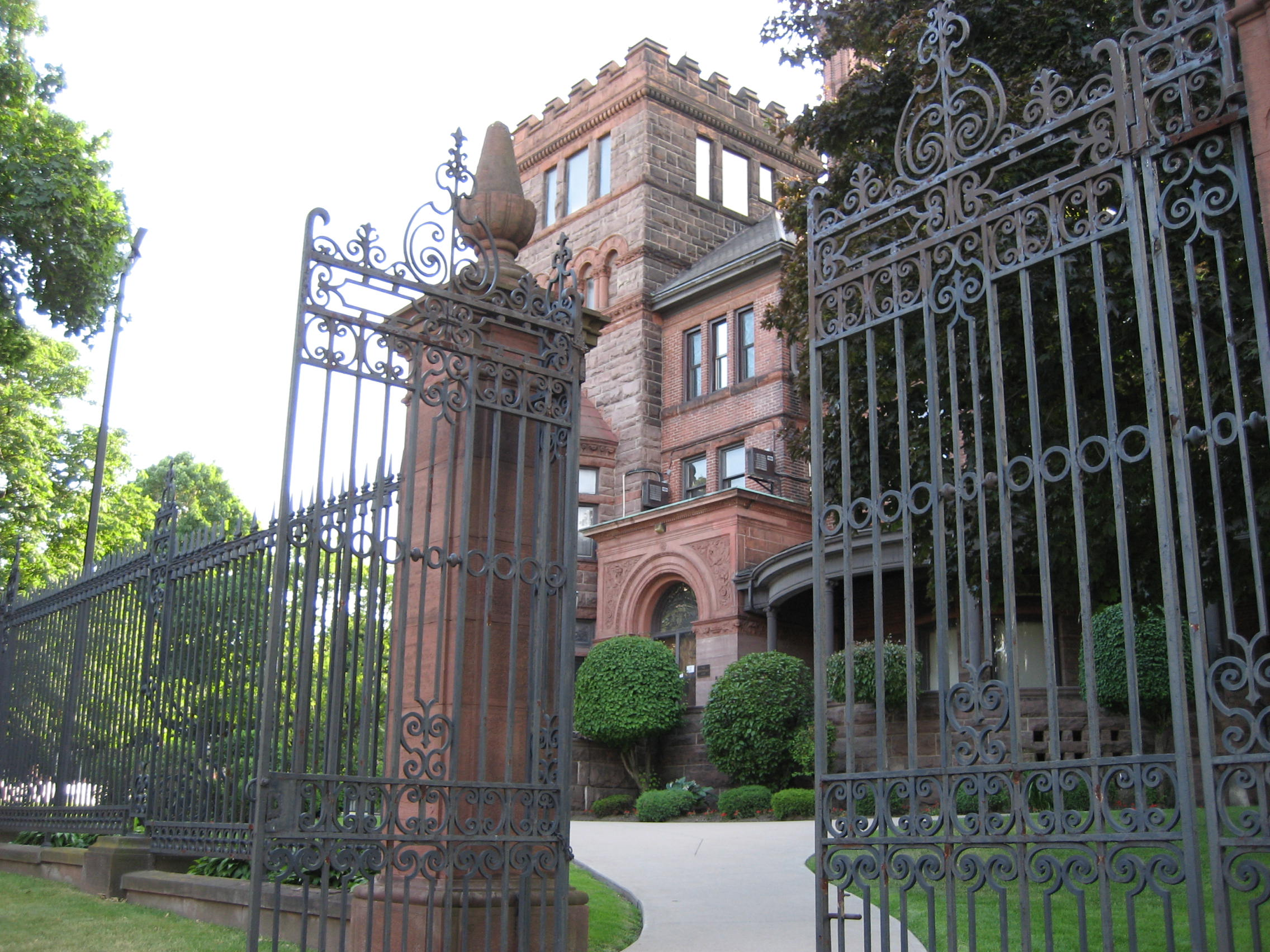
Scottish Rite Castle/ Masonic Centre, une des résidence de George Elias Tuckett
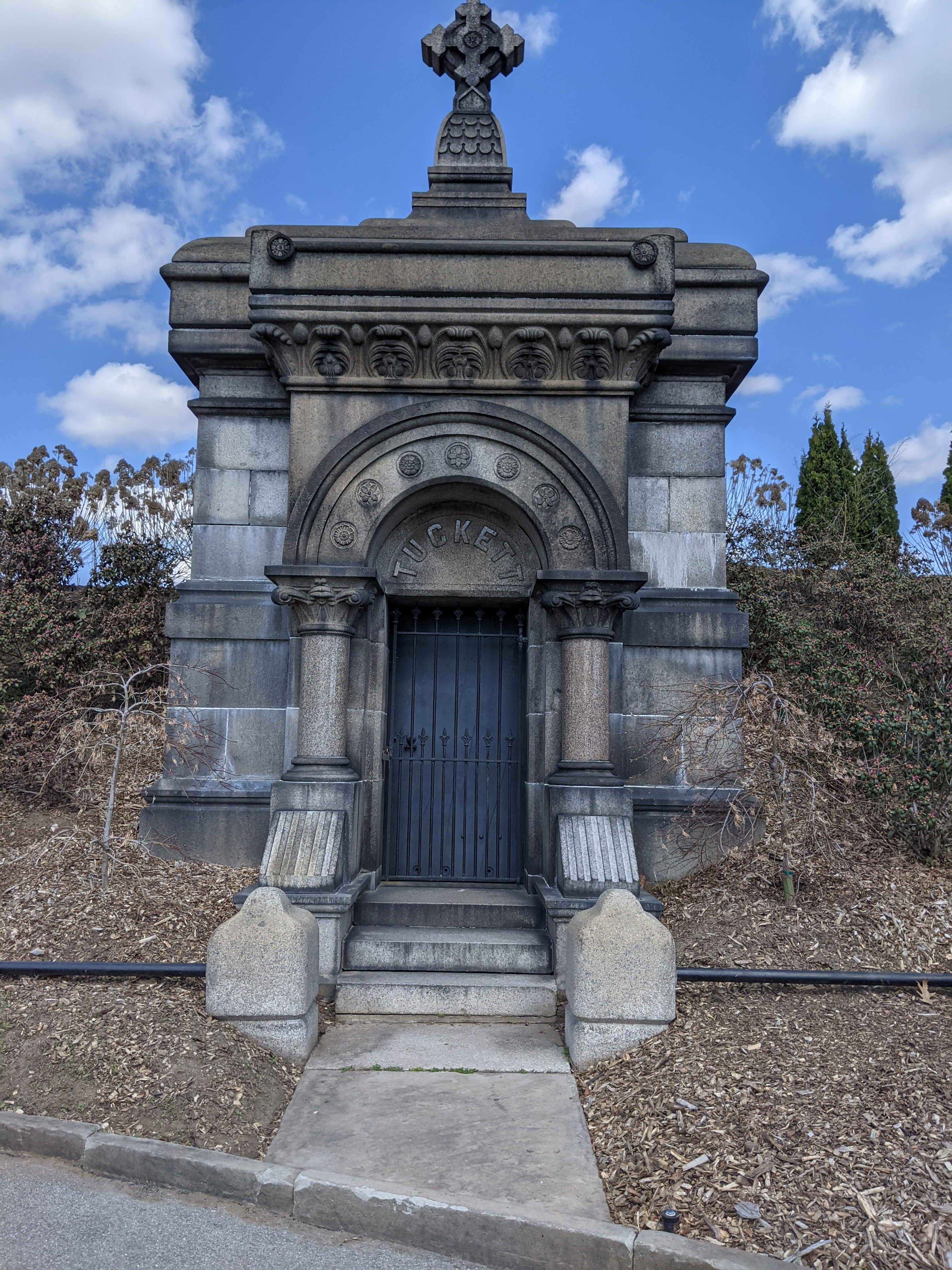
Lieu de repos de George Elias Tuckett